# Пяриспеа
Пя́риспеа (эст. Pärispea) — деревня на севере Эстонии в волости Куусалу, уезд Харьюмаа. 

## География и описание
Деревня расположена на северной оконечности полуострова Пяриспеа, на территории национального парка Лахемаа и является самым северным континентальным населённым пунктом Эстонии, а мыс Пуреккари, находящийся в одном километре севернее деревни, является крайней северной точкой материковой Эстонии. Высота над уровнем моря — 23 метра. 

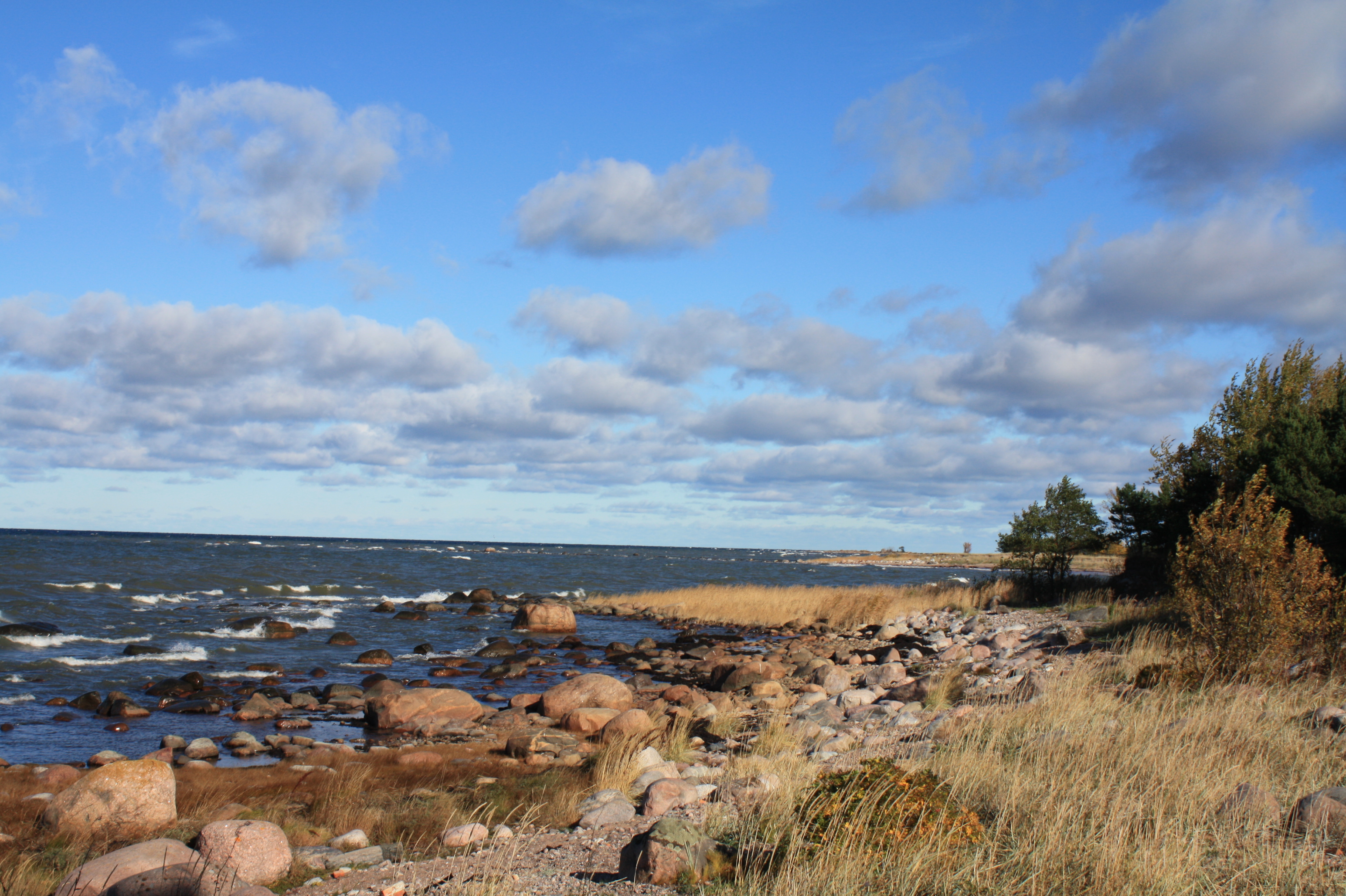
Берег моря в деревне Пяриспеа

Климат умеренный. Официальный язык — эстонский. Почтовый индекс — 74706.

## Население
По данным переписи населения 2021 года, в Пяриспеа проживали 94 человека, из их 92 (98,9 %) — эстонцы.
Численность населения деревни Пяриспеа:
| Год  | 1959 | 1970  | 1973  | 1977  | 1979  | 1989  | 2000  | 2011 | 2021 |
| ---- | ---- | ----- | ----- | ----- | ----- | ----- | ----- | ---- | ---- |
| Чел. | 223  | ↘ 218 | ↘ 175 | ↘ 162 | ↗ 168 | ↘ 155 | ↘ 107 | ↘ 93 | ↗ 94 |

## История
Впервые упоминается в 1259 году (Pernispe), в 1290 году упоминается Prenespe, в 1418 году — Pernespe, в 1798 году — Perrispe. На военно-топографических картах Российской империи (1846–1863 годы), в состав которой входила Эстляндская губерния, деревня обозначена как Периспе, в русских источниках 1913 года упоминается как Периспа.
В советское время в Пяриспеа был порт, а также работали рыбоводное хозяйство, швейный цех и деревообрабатывающий цех опорно-показательного рыболовецкого колхоза имени С. М. Кирова.
В августе 1959 года в кинохронике «Советская Эстония» (эст. Ringvaade "Nõukogude Eesti" nr 35, august 1959) был выпущен документальный фильм «700 лет деревне Пяриспеа» («Pärispea küla 700-aastane»), режиссёр Валерия Андерсон, продолжительность 55 мин.
В деревне есть народный дом, работает добровольная спасательная дружина.

## Комментарии
1. ↑  Эстонские топонимы, оканчивающиеся на -а, не склоняются и не имеют женского рода (исключение — Нарва)[9].